# Janus (jeu)
Pour les articles homonymes, voir Janus.
Janus est un jeu de société inventé par Lothar Hannappel et édité par Amigo en 1996. Le jeu est basé sur la mémoire et le thème est sur Rome. Le but du jeu est de réunir des séries de trois cartes identiques.
Il se pratique avec un jeu de cartes spécial où les cartes ont deux faces différentes, si bien que les adversaires peuvent voir une des faces des cartes que vous avez tandis que vous voyez l'autre face.